# Francesco Giovanni Scutellari Ajani
Francesco Giovanni Scutellari Ajani (* 16. Dezember 1742 in Parma; † 18. Juli 1826) war ein italienischer Geistlicher.
Scutellari Ajani wurde am 31. März 1770 zum Priester geweiht. 1792 wurde er zum Erzpriester der Abtei San Pietro Apostolo de Guastalla, einer Kirche im Rang einer Territorialabtei, ernannt. Am 17. Juni 1793 wurde er zum Titularbischof von Ioppe ernannt. Kardinal Hyacinthe Sigismond Gerdil, Präfekt der Indexkongregation, weihte ihn am 24. Juni 1793 zum Bischof. Mitkonsekratoren waren Giovanni Francesco Guidi di Bagno-Talenti, Titularerzbischof von Myra, und Nicola Buschi, Titularerzbischof von Ephesus.